# Syssymmoca sahib
Syssymmoca sahib är en fjärilsart som beskrevs av Lancelot A. Gozmany 1963. Syssymmoca sahib ingår i släktet Syssymmoca och familjen Symmocidae. Inga underarter finns listade i Catalogue of Life.